# آراسوا-اوباروندیا

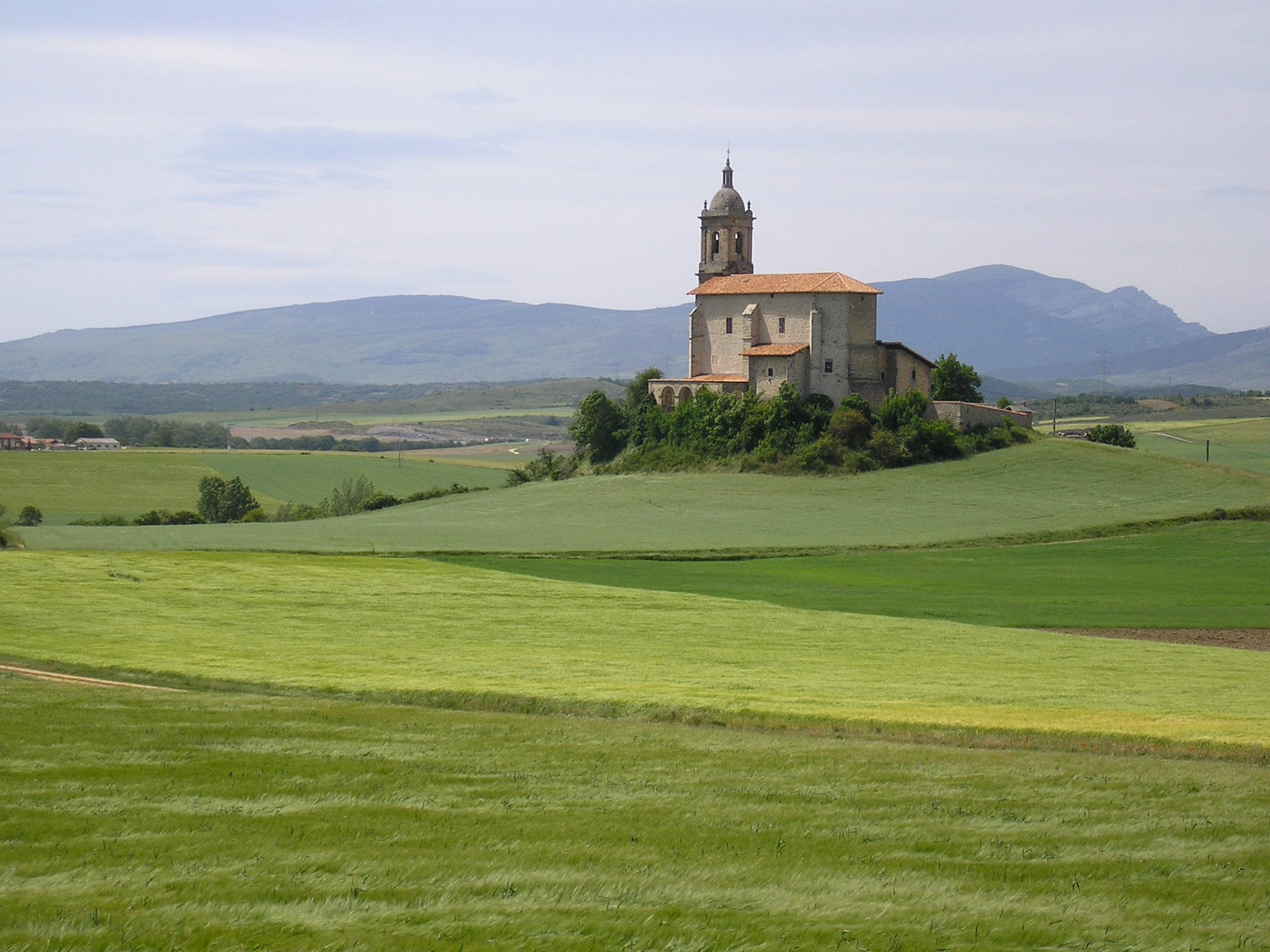
نمایی از آراسوا-اوباروندیا، دهستانی در استان آلابای اسپانیا - ۲۰۰۶

آراسوا-اوباروندیا دهستانی در استان آلابای اسپانیا است.
در این دهستان ۸۶۲ نفر زندگی می‌کنند. مساحت این دهستان ۵۷٫۵۰ کیلومتر مربع است.

## مراجع
- نام، جمعیت و مساحت از درگاه ملی آمار (اسپانیا) گرفته شده‌است.